# Kant et le problème de la métaphysique
Pour des articles plus généraux, voir Martin Heidegger et La philosophie de Martin Heidegger.
Le livre de Martin Heidegger intitulé Kant et le problème de la métaphysique, publié en 1929, appelé aussi le Kantbuch, en vue d'interpréter l'œuvre de Kant, la Critique de la raison pure ne fait pas double emploi avec les deux autres livres consacrés à ce philosophe : Interprétation phénoménologique de la Critique de la raison pure de Kant tiré d'un cours, professé à Marbourg en 1927-1928 , publié en français en 1982 et Qu'est-ce qu'une chose? de 1962.
Le Kantbuch de 1929, s'oriente dès sa première phrase vers la recherche d'un fondement à la Métaphysique, dans une interprétation contraire à celle des autres interprètes qui ne voient dans la Critique... qu'une « Théorie de la connaissance ». Les traducteurs, Walter Biemel et Alphonse De Waelhens, ne cachent pas que dans ce corps à corps avec l'œuvre de Kant, l'auteur a privilégié tout ce qui pouvait conforter sa propre pensée,. Heidegger dit lui-même précisément que cette interprétation de la Critique permet de rendre plus accessible la première partie de son propre ouvrage, Être et Temps.
Le compte rendu de ce livre difficile essaiera de se tenir au plus près du contenu de l'ample introduction que nous devons aux deux traducteurs et interprètes de l'œuvre en français, Walter Biemel et Alphonse De Waelhens.

## Projet du livre
L'écriture de ce véritable traité serait venu « pallier le retard de la seconde partie d'Être et Temps ». Dans cet ouvrage contrairement à l'opinion de l'époque, Heidegger estime que Kant n'aurait pas, avec la Critique... détrôné la métaphysique, mais qu'il l'aurait, au contraire réhabilitée, en consolidant son fondement, par un examen critique des bases de la Raison, pour comprendre ses possibilités et de ses limites , c'est cette recherche des bases qu'Heidegger appellera « Ontologie fondamentale ». Rappelons que la métaphysique est, selon Kant, la science qui contient les premiers fondements de ce que saisit le savoir humain. « Elle est science des principes de l'étant et non pas des principes de la connaissance » écrit Heidegger qui insiste sur ce point
« Résolument phénoménologique cette interprétation de Kant diffère de tous les « retours à Kant » qui ont occupé le dernier tiers du XIXe siècle ». Ainsi la recherche du « fondement de la Métaphysique » ne sera efficace et authentique, que si elle le dévoile dans son apparition concrète conformément à la « nature de l'homme ».

## Mouvement d'ensemble
Ce livre, selon ses deux traducteurs et interprètes, se présente comme un cours qui se développe selon une structure précise à savoir :
1. Une première section qui montre pourquoi la recherche d'un fondement pour la Métaphysique prend la forme d'une Critique de la raison pure. Est pure pour Kant une connaissance à laquelle n'est mêlé rien d'étranger, c'est-à-dire lorsque l'on n'y trouve aucune expérience ou sensation et « qu'elle est possible complètement a priori »[8].
2. Une deuxième section qui décrit comment à partir de la Critique s'esquisse un mouvement visant à dévoiler ce fondement.
3. La troisième section parcourt les conditions de possibilité de rencontre de l'étant.
4. La quatrième partie sera consacrée au schématisme.

Cette « appropriation » heideggérienne de la Critique de la raison pure, en dépit de sa « violence interprétative » permet, à la fois, de préciser et de clarifier la pensée heideggérienne de l’être, tout en exhibant une dimension souterraine et méconnue dans l’œuvre majeure de Kant

## Rapport entre fondement etCritique de la Raison

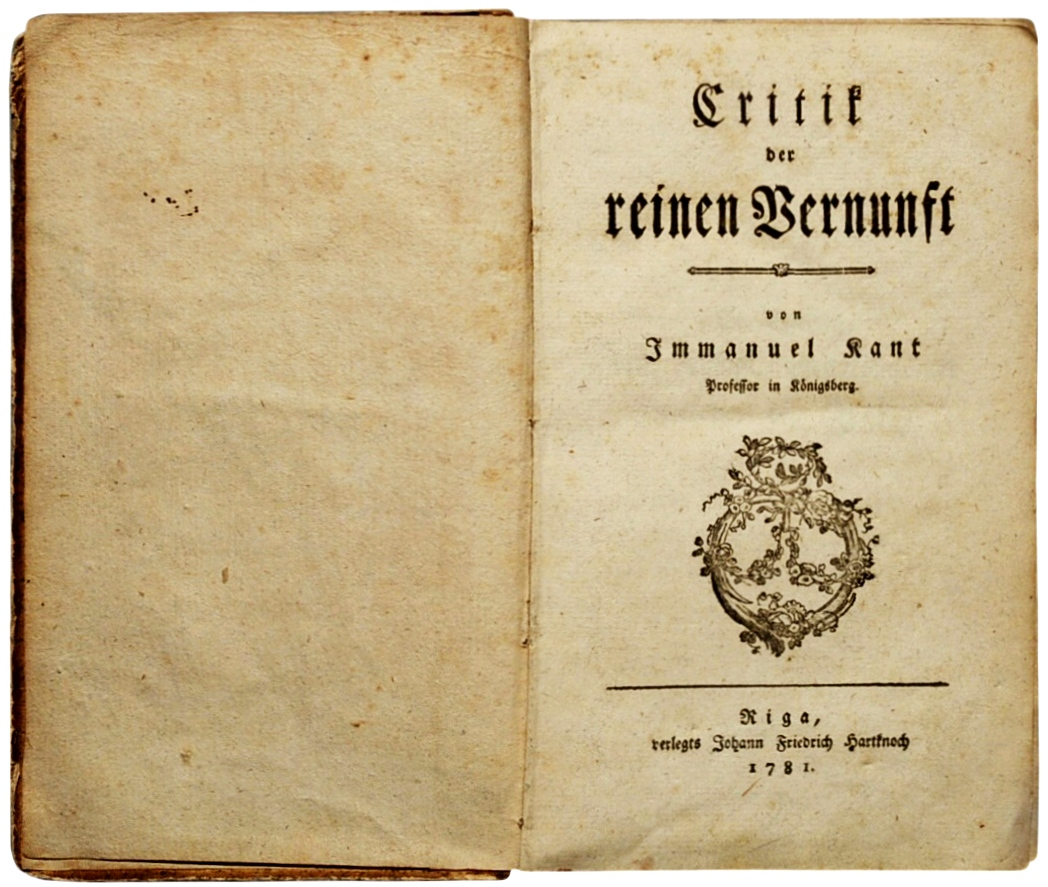
Première de couverture de la Kritik der reinen Vernunft, 1781

Si on étudie l'histoire de la métaphysique, ce rapport ne va pas de soi, parce que la métaphysique qui se disait science de l'être s'est en fait développée, depuis Aristote comme science de l'étant comme tel et de l'étant en totalité ou le « tout du monde » , si bien qu'en vertu de la conception chrétienne du monde, Dieu est devenu fondement, l'homme son image et sa créature.
De plus, dans cette conception où l'homme est entièrement séparé de la nature, la métaphysique se trouve divisée en trois parties , une théologie naturelle, une psychologie ou science de l'homme, et une cosmologie comme science de la nature rendant plus difficile l'instauration d'un seul et même fondement.
S'agissant de la méthode, la métaphysique a cherché traditionnellement à s'inspirer des sciences exactes et notamment à l'exemple des mathématiques à devenir une science de pure raison. L'opposition de Kant à la métaphysique dogmatique ne signifie pas une opposition à toute espèce de métaphysique.
Constatant que la métaphysique s'interroge sur l'étant et que l'homme possède une « disposition naturelle » à se saisir des objets, à les comprendre, Kant s'interroge « sur ce qui permet à cet objet de se manifester à nous ». En concentrant son attention sur la relation possible qui lie l'objet à l'homme Kant est amené à étudier le comportement de l'homme à l'égard de l'étant en tant que tel à sa disposition mais aussi vis-à-vis de l'« étant tout entier ».
Or s'agissant du sens de l'« étant tout entier », ou de la saisie d'un étant quelconque, en soi, en tant qu'il « est », l'expérience concrète se trouve toujours précédée d'une connaissance préalable, autrement dit, l'expérience concrète est précédée d'un savoir ontologique concernant l'être en général sans lequel il n'y aurait aucune connaissance possible. « Dans toutes les sciences quelque chose est établi à propos des objets avant que ceux-ci nous soient donnés et c'est cet établissement apriorique, c'est-à-dire, libre d'expérience (accompli avant toute expérience) qui permet seulement que ces objets puissent nous être donnés comme ce qu'ils sont », écrit Heidegger. S'il y a dépendance de l'objet empirique, il s'agit donc d'une « dépendance vis-à-vis de la « connaissance ontologique » qui permettra que dans l'ordre empirique objet et connaissance puissent se mesurer l'un l'autre ». La préséance de la connaissance « ontologique » constitue pour Heidegger le sens authentique de la « Révolution copernicienne » dans le domaine philosophique que l'on attribue à Kant.
Kant expose que la connaissance se développe dans les « jugements synthétiques a priori », jugements qui apportent un élément nouveau et dont la fonction selon Heidegger va être d'informer le jugement de l'être de l'étant. À ce stade la question de « la possibilité de la connaissance ontologique devient le problème de l'essence du jugement synthétique »(p=74).
Kant place dans la « Raison pure » les principes qui servent à connaître quelque chose a priori. C'est pourquoi le problème de la connaissance ontologique (savoir ce qu'une chose est, en tant qu'elle est) ressort d'une Critique de la Raison pure dont la tâche sera de comprendre la nature de la synthèse a priori qu rend possible la relation empirique et lui fournit son horizon potentiel.

## L'instauration du fondement telle qu'elle apparaît à travers laCritique
Après avoir dans un premier chapitre de cette section circonscrit le champ d'investigation et le mode de dévoilement du fondement, Heidegger discerne, dans un deuxième chapitre, de la Critique..., un mouvement en cinq étapes distinctes conduisant à l'instauration de ce fondement.
Les traducteurs et interprètes, Walter Biemel et Alphonse De Waelhens, sans reprendre le détail de ces cinq étapes axent leur commentaire sur les points suivants :
Le point de départ n'est plus comme dans la tradition rationaliste une pensée et une connaissance ouverts de plein droit à l'absolu qui ne leur serait interdit que par accident et par l'effet d'une limitation qui n'est pas de leur fait, mais dans leur caractère fini accepté comme structure positive.
« Heidegger démontre sur la foi des textes que la pensée n'est pas chez Kant, une faculté de connaissance autonome mais qu'elle est de soi au service de l'intuition ».
Or notre connaissance dépend d'une intuition, exclusivement réceptrice, qui se rapporte à un objet existant, qu'elle est donc non créatrice et finie, insiste particulièrement Kant.
Le rôle de la pensée est subordonné par rapport à l'intuition. Ainsi « La pensée ne représente pas le général pour lui-même, son objet par exemple n'est pas l'humanité de Jean en elle-même, mais seulement cette humanité en tant qu'elle met en lumière ce que l'intuition appréhende de commun avec Pierre, et Jacques ».
Par ailleurs, on conçoit que l'étant-phénomène qui vient combler l'intuition réceptive se manifeste « conformément au mode et à la portée du pouvoir de réceptivité et de détermination dont dispose la connaissance » (p=92).
Il apparaît que la connaissance n'est possible que sur la base d'une connaissance préalable de la structure ontologique de cet étant qui le constitue comme « étant ». Il y a donc « préséance » de la connaissance ontologique. Or nous savons que toute connaissance y compris la connaissance ontologique est finie
L'admission de l'Espace et du Temps comme formes pures de la sensibilité autorise l'exercice d'une connaissance ontologique préalable.
Il y a, à la base de toute réflexion, une représentation d'unité, cette dernière exerce son action unificatrice à travers le concept que Kant appelle « pur », ne dépendant pas d'une expérience empirique. La diversité des concepts purs : substance, qualité, quantité, etc.se marque dans la table des jugements. La totalité de ces concepts forment une totalité organique appartenant à l'essence de l'entendement, ils expriment notre connaissance a priori de l'étant en tant qu'étant .
Heidegger remarque que Kant n'a pas pu mettre en lumière le système de l'entendement dont il se contente de décliner les éléments dans la table des jugements.
Heidegger va s'efforcer en s'appuyant sur les textes, dans la troisième section, de montrer qu'une synthèse est possible, entre sensibilité et intellect, que non seulement cette synthèse est possible mais qu'elle est originaire et antérieure aux éléments qui la composent.

## Possibilité et place de la connaissance pure
Par connaissance pure, il faut entendre, une connaissance complètement a priori, indépendante d'une intuition sensible. Cette synthèse recherchée, Kant l'appelle aussi « Déduction transcendantales des catégories ».
La connaissance ontologique dite aussi pré-ontologique conditionne la possibilité pour un objet de se manifester. Pour qu'il y ait une intuition réceptrice il faut que l'être fini se porte en quelque sorte vers l'étant en se tournant vers lui. Heidegger souligne qu'il ne s'agit pas de reconstituer un simple lien psychologique entre sujet et objet mais d'une « ordination » à l'étant telle que celui-ci peut se qualifier comme objet tout en se manifestant comme l'étant qu'il est.
Être ordonné n'est pas encore être manifesté. Heidegger d'une manière surprenante nous apprend que ce que nous laissons s'opposer, en se tenant devant, ce n'est pas l'étant mais le « néant ». Toute expérience de l'étant pour « être », demande à être précédée de l'expérience du néant, conçue comme expérience ontologique. Cette connaissance se montre comme un double dévoilement, dévoilement de l'être et dévoilement de l'étant
« Être ordonné à.. » c'est aussi être « orienté ». Heidegger, à la suite de Kant, comprend ladite « orientation » du sujet comme la mise en place d'une règle unificatrice préalable qui rassemble tout ce qui s'oppose au sujet sous une unité déterminée. Ce mode de représentation qui ramène d'avance à l'unité « le divers » sera appelé concept. Ainsi décrite comme un faire face au « néant » l'orientation permet que l'étant se découvre à nous sous la règle unificatrice.
Simultanément, grâce au pouvoir « de l'imagination pure, nous relions, d'une part le divers de l'intuition et d'autre part la condition de l'unité nécessaire de l'intuition pure »(p=78).

## La théorie du schématisme
Dans la précédente description, la connaissance en se projetant à la rencontre de l'objet donnait l'impression d'être première, or il n'en est rien. C'est en tant qu'intuition originaire et finie (ou imagination transcendantale), qu'elle opère et non intellectuellement. Kant va appeler « schématisme transcendantal » cette capacité d'organisation des concepts purs de l'entendement qui va rendre possible l'intuition empirique, autrement dit instituer la capacité réceptive.
Kant cherche à savoir comment il est possible de juger, c'est-à-dire de faire en sorte qu'à chaque intuition corresponde un concept ? « Le mécanisme qui y pourvoit consiste dans la mise en rapport de l'entendement et de la sensibilité par l'intermédiaire d'un schème qui est un produit de l'imagination, ni une image, ni un concept. Chaque catégorie se voit attribuer un schème, le schème pur de la quantité qui est le nombre, le schème de la substance qui correspond à la permanence dans le temps, le schème de la cause qui correspond à la succession réglée ».
L'« imagination transcendantale » grâce au schématisme construit un horizon d'objectivation qui permet que l'étant objectivé soit accessible à l'intuition. L'horizon rend visible, permet que des aspects soient offerts et pris et que des vues se constituent. Les auteurs interprètes de l'ouvrage prennent comme exemple la maison. Voir une maison n'épuise pas la signification du concept et pareillement le contenu du concept ne renvoie pas directement à cette maison-ci. Mais dès que j'ai vu une maison je sais comment se présente une quelconque maison. La forme générale ne se confond pas avec la maison vue mais se donne néanmoins comme contraignante pour toute maison. Même si le « schème » du concept de maison ne peut être décrit, il est néanmoins à l'œuvre « implicitement » dans toute perception de maison.
Ce schème transcendantal que nous découvrons avec l'exemple de la maison et auquel s'applique le concept pur n'est pas à proprement parler perceptible, c'est un intermédiaire entre le concept et son objet. À ce stade Kant se demande si nous ne possédons pas quelque vue antérieure à toute expérience où l'on pourrait reconnaître de tels schèmes. Ce sera le « Temps », conçu traditionnellement comme une suite de maintenant, qui fait l'objet d'une intuition pure antérieure à toute expérience. « C'est dans sa théorie du schématisme des concepts purs de l'entendement que Kant montre que l'entendement ne peut absolument fonctionner qu'en étant essentiellement rapporté au temps. Kant a donc pressenti sans pouvoir véritablement l'apercevoir, la fonction dévolu au Temps dans tout acte de l'entendement » écrit Françoise Dastur.
La temporalité fonde chez Heidegger, la structure ontologique du Dasein. « En se comprenant à partir de la mort (voir être-vers-la-mort), comme sa possibilité , la plus haute, le Dasein est essentiellement « à venir » ». C'est à partir de cette temporalité dite « ekstatico-horizontale » que se constitue le phénomène unitaire absolument originaire recherché
Ce livre difficile laisse transparaître la volonté de Heidegger de dépasser la Critique..., dans le sens d'une ontologie fondamentale, attentive à la « finitude » de l'homme. Il verra notamment dans la doctrine du schématisme « comme une pierre d'attente pour une problématique de la temporalité ».